# Żniński
Żniński là một huyện thuộc tỉnh Kujawsko-Pomorskie của Ba Lan. Huyện có diện tích 985 km². Đến ngày 1 tháng 1 năm 2011, dân số của huyện là 70079 người và mật độ 71 người/km².